# Рабинович Марк Якович
Марк Якович Рабинович, псевдонім Мордехай Бен-Амі (3 серпня 1854, Подільська губернія, Російська імперія — 8 лютого 1932, Тель-Авів-Яфо, Ізраїль) — єврейський письменник та публіцист.

## Життєпис
Народився 3 серпня 1854 року в ортодоксальній родині. Рано втративши батька, змушений працювати в дитинстві. У 9-річному віці, користуючись тимчасовим притулком у родича-корчмаря (поблизу Аккермана), прислуговував за стійкою. Пробувши потім два роки в одеській єшиві, за бажанням рідних, служив на лісовому дворі в Аккермані, а потім у дрібній крамниці в Одесі. Вступив у талмуд-тору, а через рік у гімназію. Ще студентом Новоросійського університету дебютував у літературі статтею «Про необхідність спеціальних підручників російської мови для єврейських шкіл» («Світанок», 1881 № 7), в якій виступив із проповіддю служіння інтересам рідного народу і викривав асиміляторські тенденції єврейської інтелігенції. У тому ж році, коли на півдні Росії вибухнули погроми став посилено агітувати за організацію гуртків єврейської самооборони. Брав участь у протистоянні погромникам та чорносотенцям, приєднався до Ховевей Ціон. З 1881 до 1887 рік жив у Франції та Швейцарії, потім повернувся до Російської імперії, з початком революційних подій знову повернувся до Європи і в 1923 році звідти переселився до Палестини.

### Творчість
Восени 1881 року Марк Рабинович вирушив, як делегат сіоністського конгресу, до Парижа, щоб просити Світовий єврейський союз полегшити долю єврейських емігрантів, під впливом погромної паніки, що кинулися до Галичини. Друкував у «Сході» «Листи» за підписом «Рейш-Гелута». У 1882 році, живучи в Женеві, написав свої перші оповідання: «Уривки» та «Ханука»; за ними пішли: «Пурим» (1883), «Приїзд цадика» (1883), «Бен-Юхід» (1884), «Баал Тефіло» (1884), «Лаг Баомер» (1886) та «Несподіване щастя» (1886).
У 1887 році повернувся до Одеси, де прожив до 1905 року. За цей період ним написані оповідання «Маленька драма», «Через кордон», «Втеча», велика автобіографічна повість «Дитинство» («Схід», 1902—1905 роки), а також нариси «Поїздка на Литву» («Схід», 1894), «Голос з пустелі» («Схід», 1900—1901), серія оповідань для юнацтва та дітей під загальною назвою «Оповідання моїм дітям» і низку критико-історичних нарисів. З 1905 року знову оселився в Женеві. Останні роки рідко займався літературною творчістю; пізніша повість «А нахтіна клейн штетл» написана на ідиші («Ніч у містечку», 1909).